# Gare de Sélestat
La gare de Sélestat (anciennement « gare de Schlestadt ») est une gare ferroviaire française, située sur le territoire de la commune de Sélestat, dans la collectivité européenne d'Alsace, en région Grand Est.
Elle est mise en service en 1840, par la Compagnie du chemin de fer de Strasbourg à Bâle.
C'est une gare de la Société nationale des chemins de fer français (SNCF), du réseau TER Grand Est, desservie par des TGV inOui et des trains express régionaux (en particulier TER 200).

## Situation ferroviaire

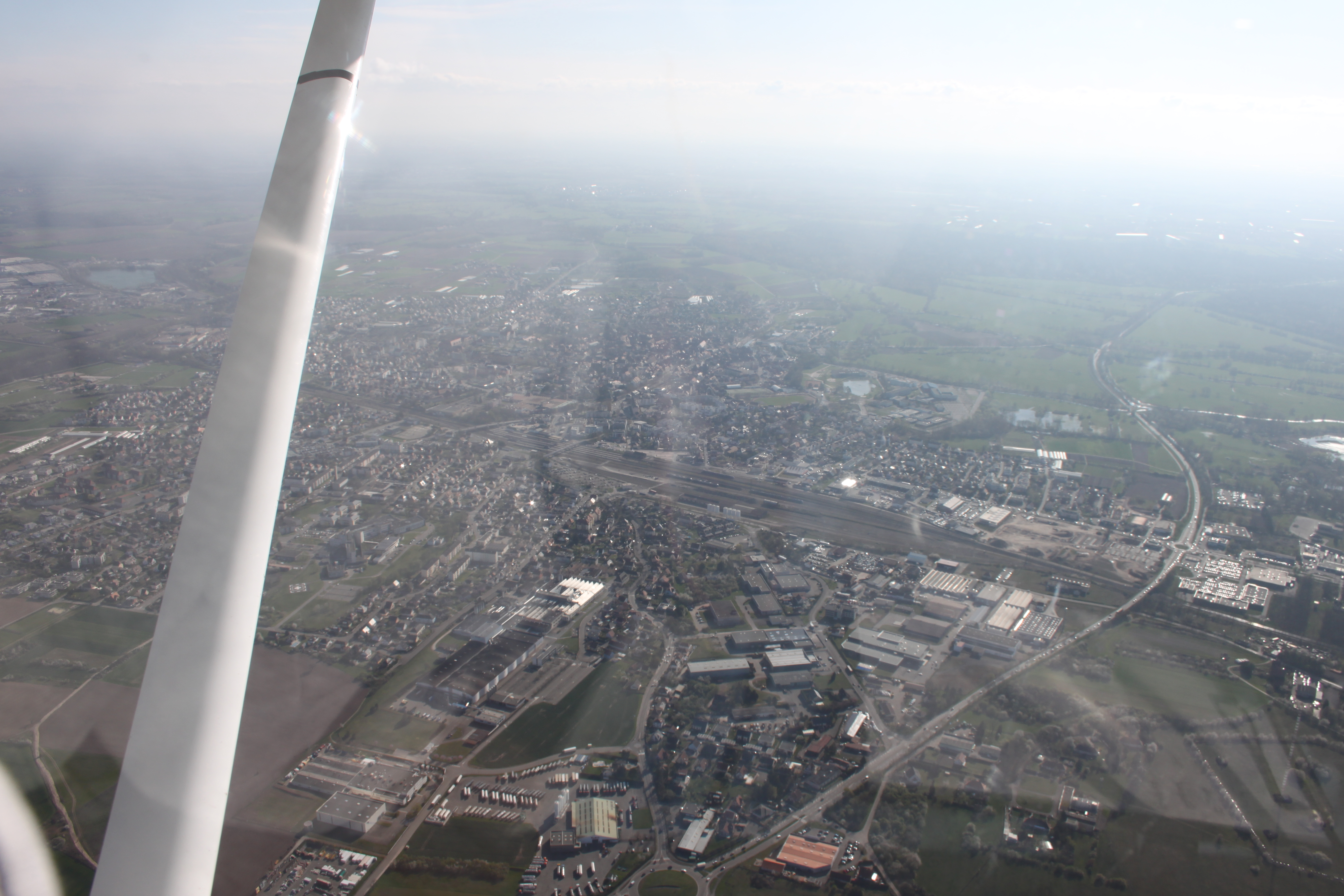
Vue aérienne de la gare.

Établie à 176 m d’altitude, la gare de Sélestat et située point kilométrique (PK) 43,218 de la ligne de Strasbourg-Ville à Saint-Louis, entre la gare ouverte d'Ebersheim et la gare fermée de Saint-Hippolyte (Haut-Rhin).
Nœud ferroviaire, elle constitue l'origine, au PK 0,000, des lignes : de Sélestat à Lesseux - Frapelle (la gare suivante est Châtenois), déclassée et déposée après Bois-l'Abbesse — sur le territoire de la commune de Lièpvre — ; de Sélestat à Saverne (la gare suivante est Scherwiller), déclassée et déposée entre Molsheim et Saverne.
Elle était aussi l'origine de la ligne de Sélestat à Sundhouse, désormais entièrement déclassée et déposée.

## Histoire
La « station de Schlestadt » est mise en service le 19 octobre 1840 par la Compagnie du chemin de fer de Strasbourg à Bâle, lorsqu'elle ouvre à l'exploitation la section de Benfeld à Colmar. Elle est établie sur le territoire du ban communal de Sélestat, qui compte 2 700 habitants. Un omnibus permet de rejoindre la ville, et des diligences attendent pour emmener les voyageurs à Sainte-Marie-aux-Mines et Saint-Dié-des-Vosges. À la station, on peut se restaurer au « restaurant et café du Débarcadère » ou rejoindre « l'Hôtel du Bouc », sur la place du Marché-aux-grains ; un omnibus y stationne pour le retour à la station.

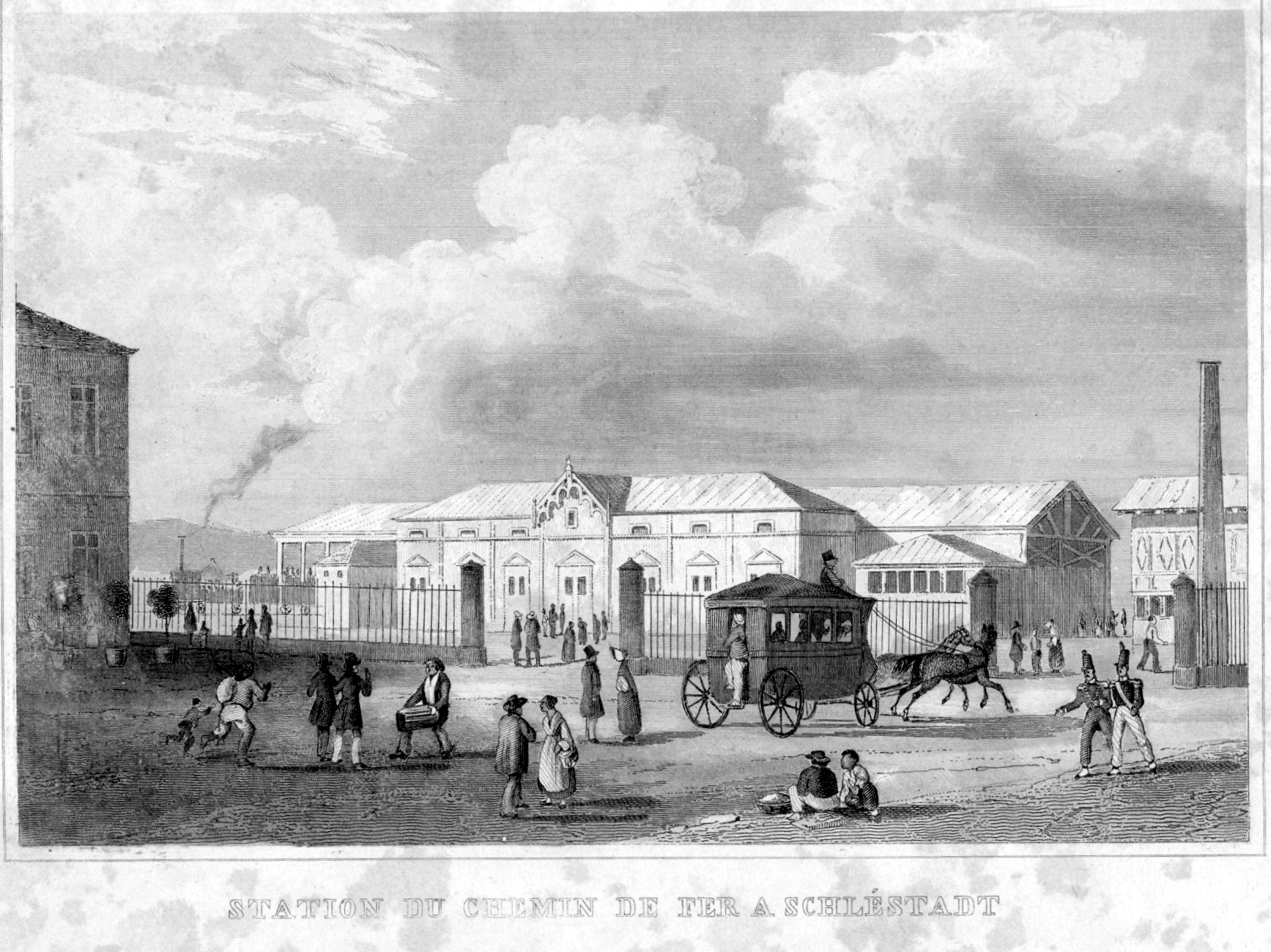
La gare, en 1842.

C'est l'une des vingt stations qui étaient prévues sur le projet d'origine de la ligne et confirmées sur les études définitives. C'est la moins importante des stations de première classe, la superficie de son emprise étant de deux hectares. Elle comprend notamment un bâtiment principal, dû aux dessins de l'architecte Félix Fries, qui, étant situé dans une zone de servitude militaire, est construit avec des matériaux légers pour être facilement détruit en cas de conflit. Donc seules les fondations sont en maçonnerie ; l'ensemble situé au-dessus du sol est réalisé en charpente avec un remplissage en torchis ou en briques crues, le tout étant revêtu d'un enduit hydraulique et protégé par une assez forte saillie de la toiture réalisée en zinc. Il comprend les trois salles d'attente, une pour chaque classe, les bureaux : du chef de station, du receveur, de l'agent de surveillance préposé par le gouvernement à la police du chemin de fer et celui des bagages des voyageurs. Sur le site on trouve également un hangar pour le stationnement des convois et un magasin des marchandises.
Du 15 août 1841 au 31 mai 1842, la station de Sélestat délivre des billets à 50 208 voyageurs, pour une recette de 89 936,00 francs, à laquelle s'ajoutent 6 246,45 francs pour le service des bagages et marchandises. Cela la place à la quatrième place des stations de la compagnie pour le nombre de voyageurs, à la cinquième pour la recettes voyageurs et à la sixième pour la recette des bagages et marchandises.
Le 20 avril 1854, la Compagnie des chemins de fer de l'Est succède à la Compagnie du chemin de fer de Strasbourg à Bâle.

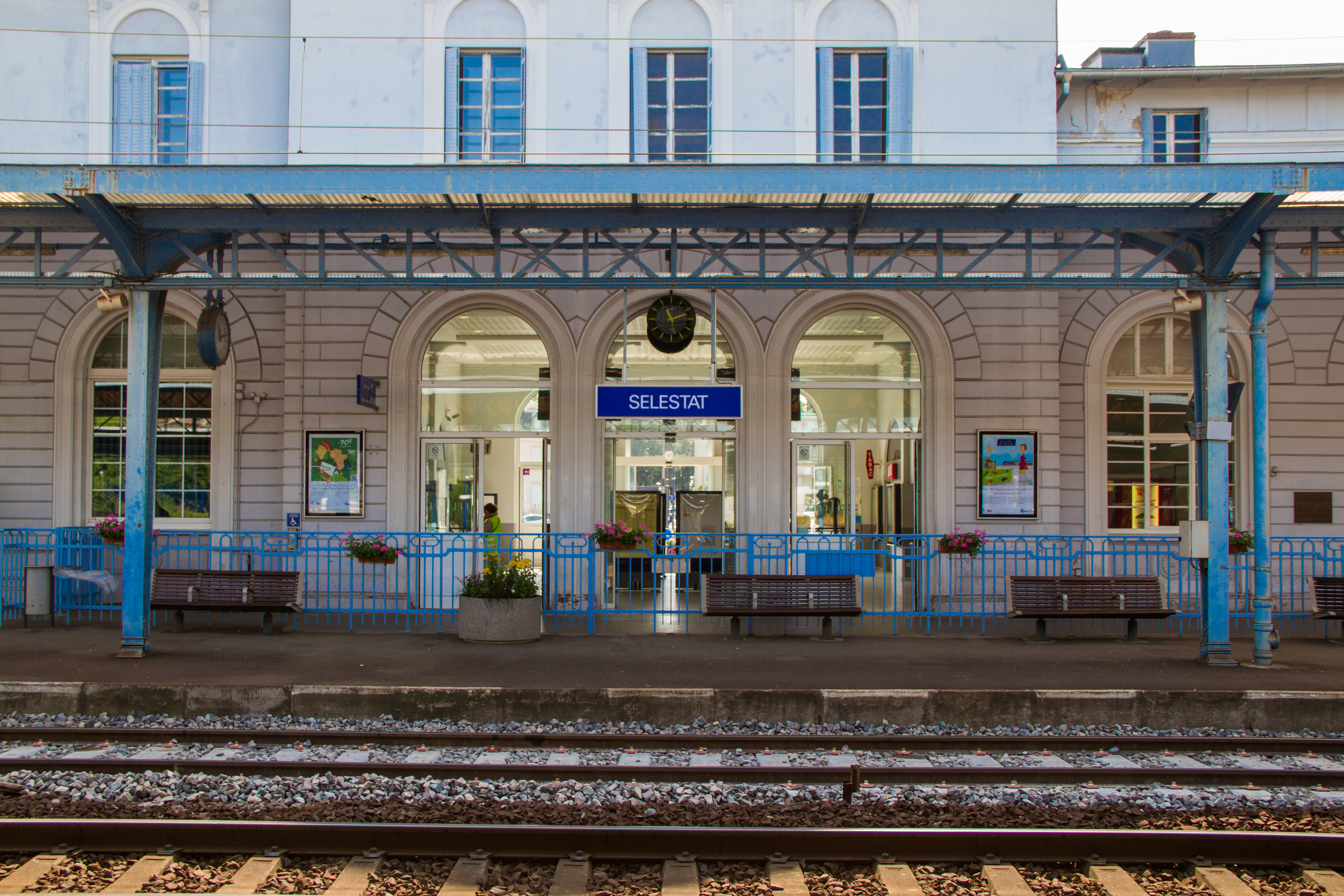
Le bâtiment voyageurs, du côté des quais.

En 1871, la gare entre dans le réseau de la Direction générale impériale des chemins de fer d'Alsace-Lorraine (EL), à la suite de la défaite française lors de la guerre franco-allemande de 1870 (et le traité de Francfort qui en découle).
Le bâtiment voyageurs actuel est construit en 1873, par la Direction générale impériale des chemins de fer d'Alsace-Lorraine.
Le 19 juin 1919, la gare entre dans le réseau de l'Administration des chemins de fer d'Alsace et de Lorraine (AL), à la suite de la victoire française lors de la Première Guerre mondiale. Puis, le 1er janvier 1938, cette administration d'État forme avec les autres grandes compagnies la SNCF, qui devient concessionnaire des installations ferroviaires de Sélestat. Cependant, après l'annexion allemande de l'Alsace-Lorraine, c'est la Deutsche Reichsbahn qui gère la gare pendant la Seconde Guerre mondiale, du 1er juillet 1940 jusqu'à la Libération (en 1944 – 1945).
En 1947, le service voyageurs est fermé en direction de Sundhouse.
Sélestat comportait également un dépôt de locomotives. Celui-ci comportait deux rotondes. L'une se trouvait à l'est, côté bâtiment voyageurs, et l'autre à l'ouest, côté gare aux marchandises. La rotonde « est » est démolie vers 1946. Dans les années 1950, les effectifs de ce dépôt étaient de 25 machines, dont des 232 TC.

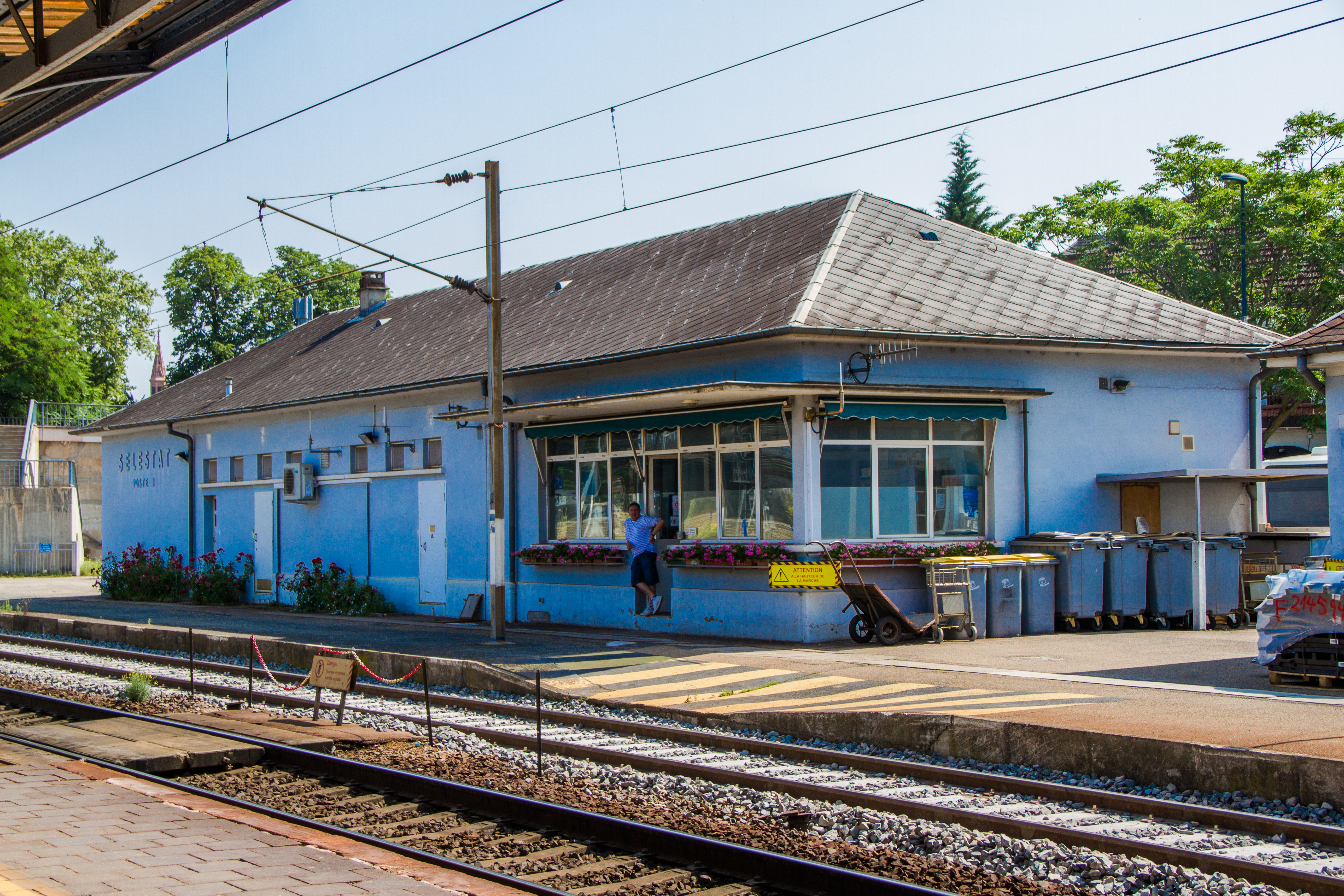
Le poste 1.

La transformation du tunnel de Sainte-Marie-aux-Mines en tunnel routier, en 1973, met un terme aux liaisons directes entre Colmar, Sélestat et Nancy.
En 1980, le service voyageurs est fermé en direction de Sainte-Marie-aux-Mines.
La rotonde « ouest » de l'ancien dépôt est démolie au début des années 1990.
Depuis le 11 décembre 2011, soit 4 ans et demi après la mise en service de la première phase de la LGV Est européenne, et 40 ans après les essais du TGV 001 sur son territoire, Sélestat voit s'arrêter le TGV, à raison d'un aller-retour quotidien avec Paris effectué en 2 h 10 min environ.
À contrario, la mise en service de la LGV Rhin-Rhône a supprimé les trains Corail entre Strasbourg et Lyon ; Sélestat a ainsi perdu sa liaison directe avec les anciennes régions administratives Franche-Comté et Rhône-Alpes. Une correspondance à Colmar ou Mulhouse est désormais nécessaire.
Le poste d'aiguillage de Sélestat est automatisé en 2015, dans le cadre de la mise en service de la « télécommande de la plaine d'Alsace ».
Les EuroCity Iris et Vauban, qui reliaient Bâle à Bruxelles via Mulhouse, Colmar, Sélestat, Strasbourg, Metz et Luxembourg, sont supprimés le 3 avril 2016 (dernier jour de circulation le 2 avril) en prévision de la mise en service du second tronçon de la LGV Est. Les TER 200 reliant Nancy ou Luxembourg à Bâle sont supprimés à cette même date.
Les derniers Intercités de nuit desservant cette gare, faisant partie du « Quadritranche », disparaissent en 2016. Il s'agit des relations Strasbourg – Montpellier – Cerbère (Portbou jusqu'en décembre 2015), supprimée le 26 juin, et Strasbourg – Marseille – Nice, dont la suppression intervient le 30 septembre.
Le 2 septembre 2016, la BB 25588, ayant tracté une rame réversible régionale en provenance de Strasbourg, a pris feu peu après avoir effectué son terminus en gare vers 18 h. L'incident n'a pas fait de victime mais deux voies, une caténaire et une marquise de quai ont été légèrement endommagées,.
Un chantier de requalification du secteur de la gare débute en juin 2020 après avoir été retardé en raison de la pandémie de Covid-19. Il comprend la réalisation d'un parking de 370 places à l'emplacement d'une ancienne rotonde, le réaménagement du parvis du bâtiment voyageurs, la création d'une nouvelle gare routière et d'une dépose minute ainsi que la construction d'un parking en silo. L’achèvement des travaux est prévu pour 2022.

## Fréquentation
De 2015 à 2024, selon les estimations de la SNCF, la fréquentation annuelle de la gare s'élève aux nombres indiqués dans le tableau ci-dessous.
| Année                      | 2015      | 2016      | 2017      | 2018      | 2019      | 2020      | 2021      | 2022      | 2023      | 2024      |
| -------------------------- | --------- | --------- | --------- | --------- | --------- | --------- | --------- | --------- | --------- | --------- |
| Voyageurs                  | 2 062 470 | 2 086 181 | 2 225 163 | 2 257 513 | 2 394 038 | 1 572 364 | 1 885 193 | 2 400 515 | 2 702 636 | 2 807 837 |
| Voyageurs et non voyageurs | 2 104 561 | 2 128 756 | 2 270 575 | 2 303 585 | 2 442 896 | 1 604 453 | 1 923 666 | 2 449 506 | 2 757 792 | 2 865 139 |

## Service des voyageurs

### Accueil

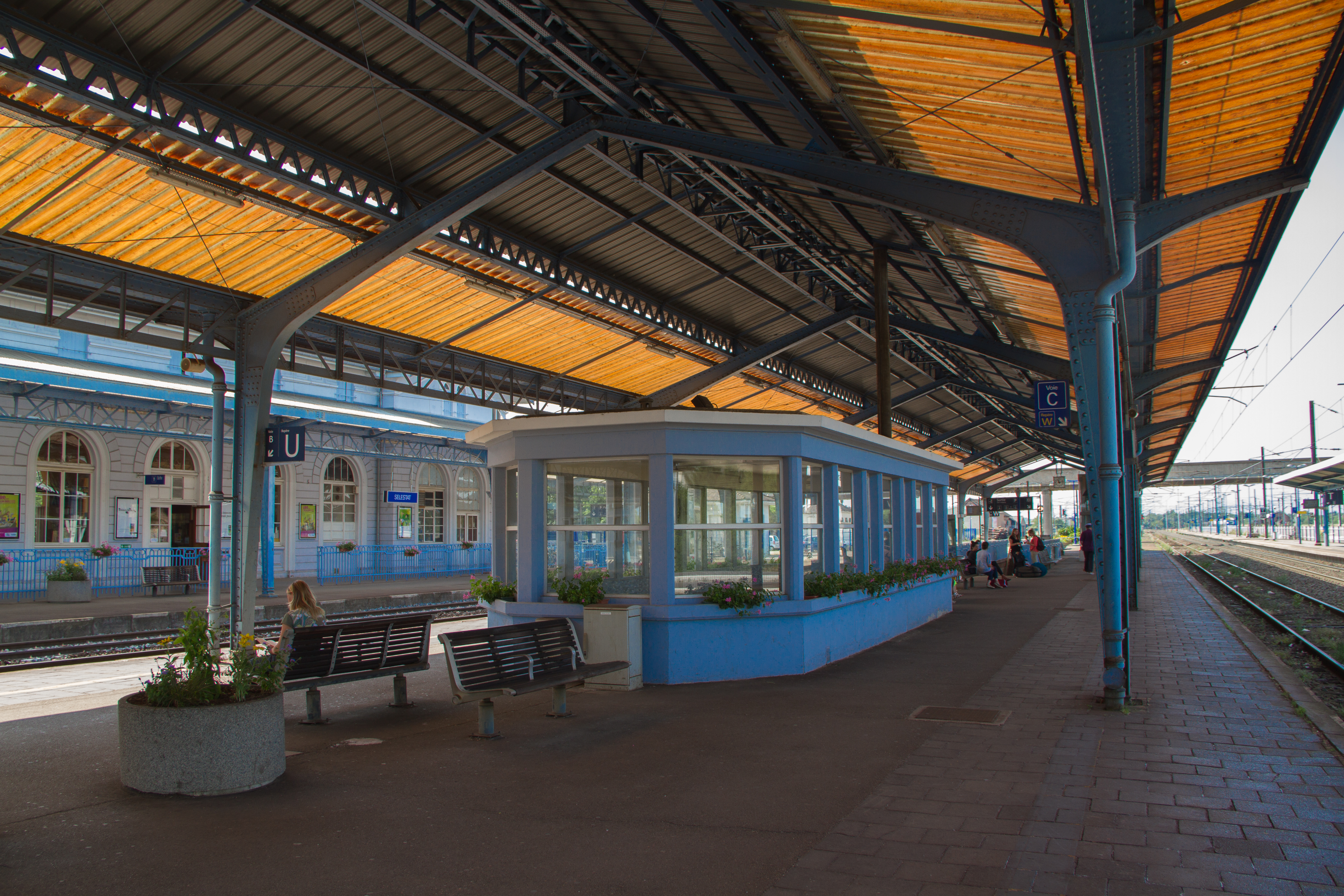
Quai central et salle d’attente.

Gare SNCF, elle dispose d'un bâtiment voyageurs avec salle d'attente et guichets ouverts tous les jours. Elle est équipée d'automates pour l'achat de titres de transport TER. Un point presse et un service de restauration sont présents dans le hall. Elle dispose également de salles d'attente sur les quais. La traversée des voies s'effectue par un passage souterrain.
Un service d'accueil pour les personnes à mobilité réduite est ouvert tous les jours et la gare possède des aménagements et équipements spécifiques (fauteuils roulants, rampes d'accès, élévateurs d'embarquement et toilettes aménagées).

### Desserte

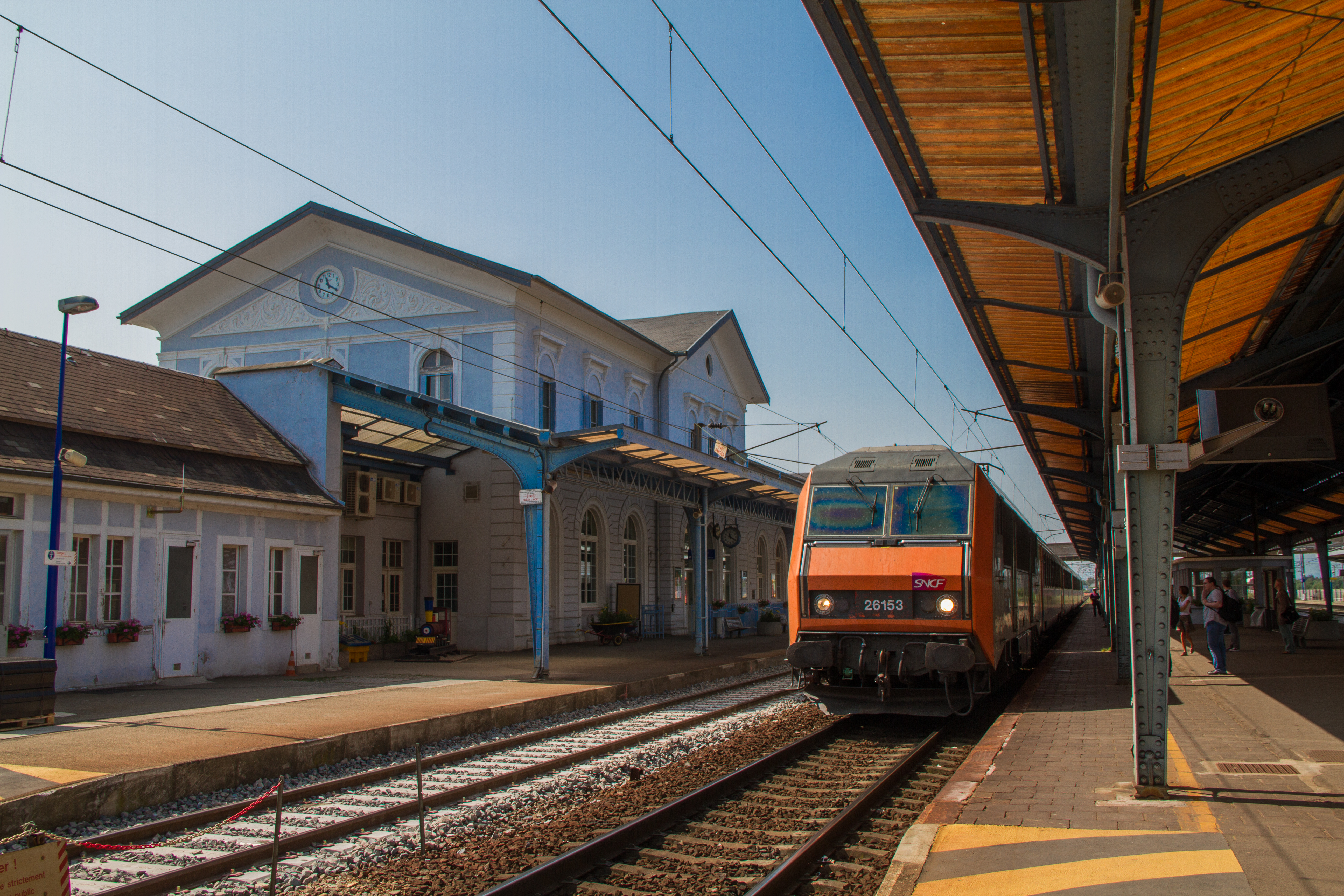
Arrivée d'un TER 200, reliant Bâle à Strasbourg.

Sélestat est desservie par les trains suivants :
- TGV inOui : Paris-Est – Strasbourg – Sélestat – Colmar ;

- TER Grand Est :
  - TER 200 : Strasbourg – Sélestat – Colmar – Mulhouse – Saint-Louis – Bâle,
  - Strasbourg – Erstein – Benfeld – Sélestat / Colmar / Mulhouse,
  - Sarrebourg / Saverne / Mommenheim – Strasbourg – Erstein – Benfeld – Sélestat (liaison faisant partie du Réseau express métropolitain européen),
  - Strasbourg – Molsheim – Obernai – Barr – Sélestat.

### Intermodalité
Un parking et un parc à vélos sont aménagés à ses abords.
La gare est desservie par les autocars TER et Fluo Grand Est (lignes 510, 520 et 530), ainsi que par les autobus urbains du réseau Elsa (lignes A, B, C et D1).

## Service du fret
La gare de Sélestat est ouverte au service du fret (trains entiers et wagons isolés pour certains clients).
Elle est essentiellement utilisée par le transport du bois.[réf. nécessaire]
La gare aux marchandises est située le long de la route d'Orschwiller.
Coordonnées de la gare aux marchandises : 48° 15′ 26″ N, 7° 26′ 19″ E
Le document de référence du réseau ferré national (DRR) de 2023 indique que la cour marchandises de Sélestat 1 est « immédiatement accessible », et que la cour Sélestat 2 est « accessible après diagnostic et remise en état éventuelle » .

### Infrastructures ferroviaires
La gare aux marchandises comprenait un bâtiment de bureaux (aujourd'hui démoli) et une halle. Elle possède un faisceau de voies de triage. La société Transports Klein y dispose de silos pour le stockage de produits pulvérulents.

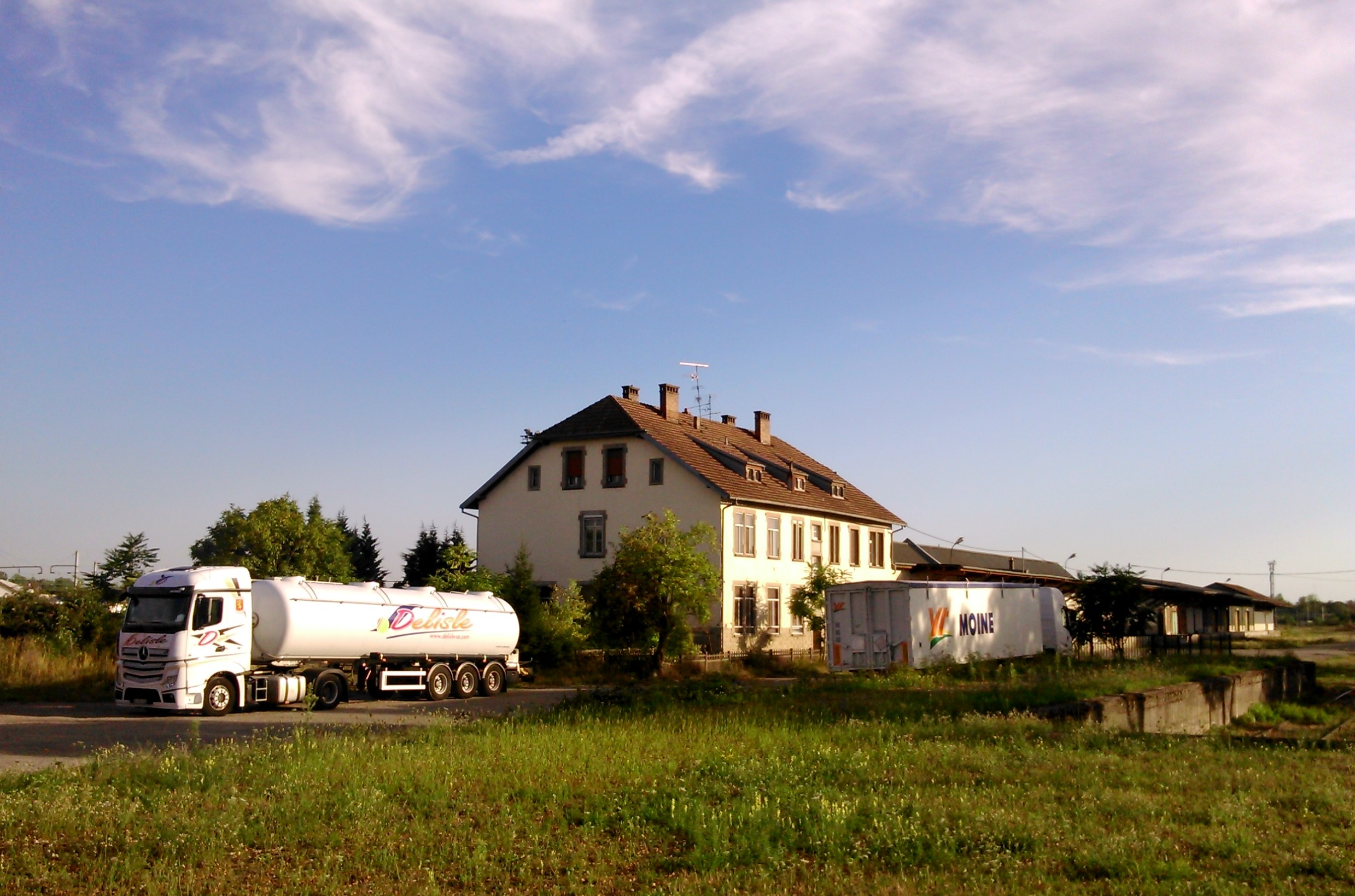
La gare aux marchandises de Sélestat.
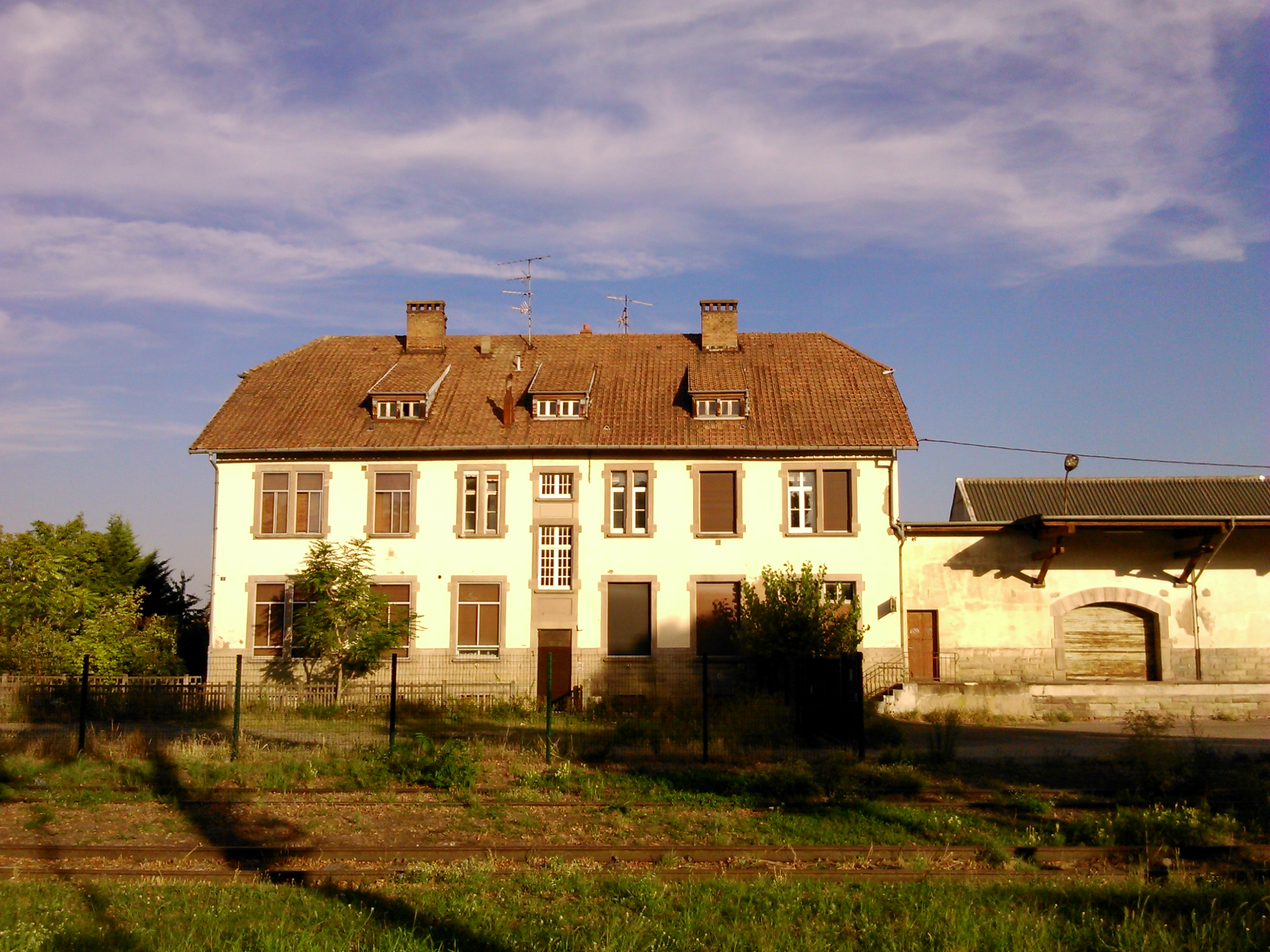
Bâtiment (démoli) de la gare aux marchandises.
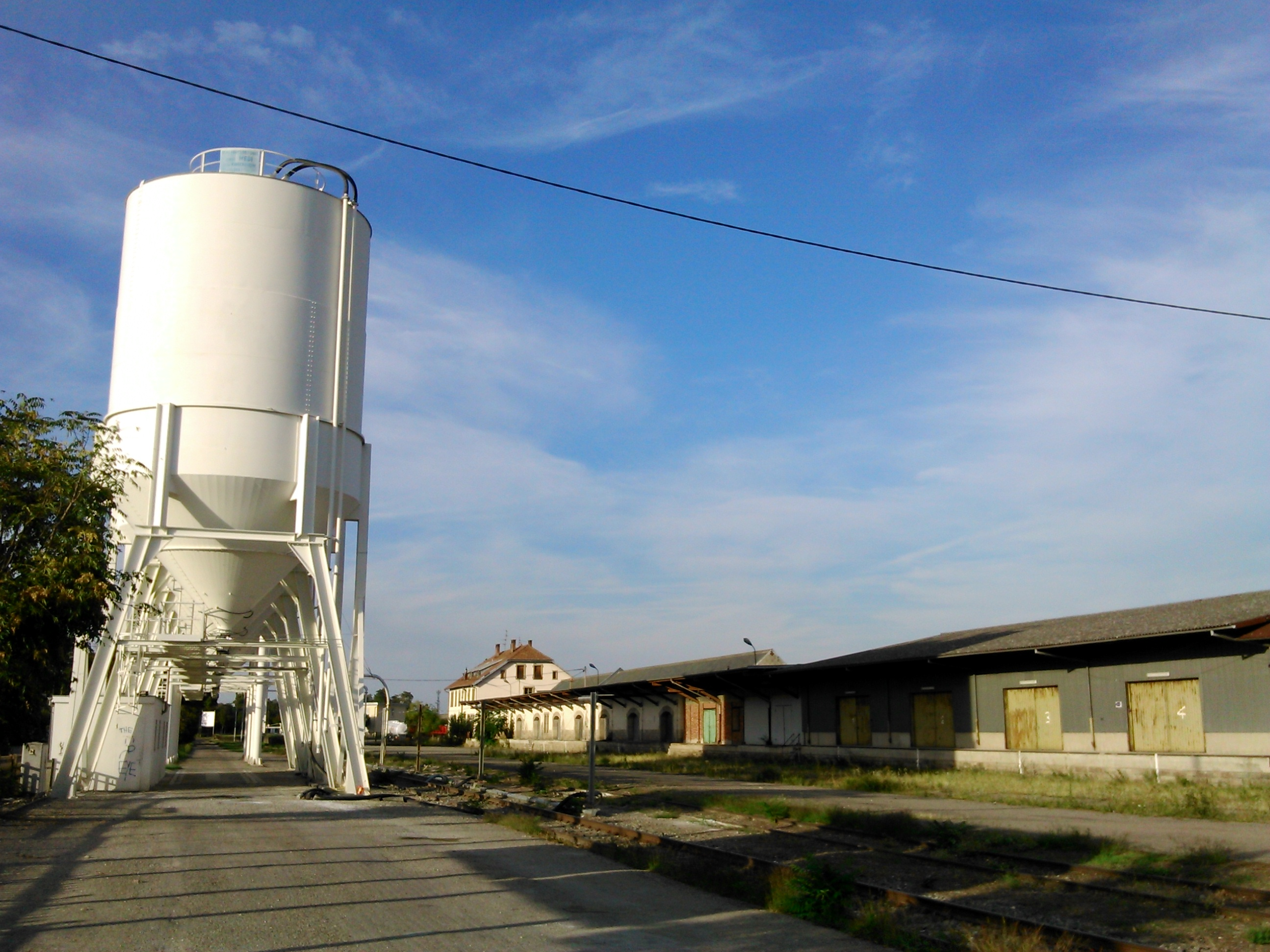
Silos et halles de la gare aux marchandises.